# Jerry Cronin
Jeremiah (Jerry) Cronin (irl. Diarmaid Ó Cróinín; ur. 15 września 1925 w Currabeha koło Fermoy, zm. 19 października 1990) – irlandzki polityk, Teachta Dála, od 1970 do 1973 minister obrony, poseł do Parlamentu Europejskiego I kadencji.

## Życiorys
Syn Alice i Seana Croninów. Jego wuj Arthur Mulcahy należał do IRA i zginął w walce z brytyjskimi żołnierzami w 1922. Zajmował się prowadzeniem działalności gospodarczej w branży przemysłowej, a także działalnością sportową. Był też m.in. właścicielem pubu w Doneraile. Zaangażował się w działalność polityczną w ramach Fianna Fáil, zasiadał m.in. w radzie hrabstwa Cork. W latach 1965–1981 sprawował mandat posła do Dáil Éireann czterech kadencji. Od 1969 do 1970 był parlamentarnym sekretarzem w resorcie rolnictwa i rybołówstwa, następnie od 9 maja 1970 do 14 marca 1973 pozostawał ministrem obrony w gabinecie Jacka Lyncha. W 1979 wybrano go posłem do Parlamentu Europejskiego, przystąpił do Europejskich Progresywnych Demokratów. Zrezygnował z mandatu tuż przed końcem kadencji 23 maja 1984.
Był żonaty, miał sześcioro dzieci. Zmarł po kilkuletniej walce z chorobą Parkinsona.